# Juan Luis Cipriani Thorne
Juan Luis Cipriani Thorne (Lima, 28 de desembre de 1943) és un cardenal peruà, membre de l'Opus Dei. Des de gener de 1999 és arquebisbe de Lima i Primat del Perú.

## Biografia
Juan Luis Cipriani és el quart fill d'una família d'onze germans. Els seus pares, Enrique Cipriani Vargas, metge de professió, i Isabel Thorne Larrabure, ja eren membres de l'Opus Dei. El seu avi matern va ser el banquer i comerciant peruà Rollin Thorne Sologuren, antic Director del Banco Italiano de Lima. A més, és descendent de l'exministre d'Exteriors Eugenio Larrabure y Unanue i de Hipólito Unanue y Pavón i parent de l'exministre de Defensa Jaime Thorne León i de l'economista Alfredo Thorne Vetter.
Estudià la primària al Col·legi Immaculado Corazon de Lima (1948-1953) i la secundària al Colegio Santa María Marianistas, també de Lima. Cursà estudis d'enginyeria industrial a la Universidad Nacional de Ingeniería, combinant-ho amb la pràctica del bàsquet. El 1969 formà part de la selecció que jugà el Campionat Sud-americà.

### Presbiterat
El 1974 viatjà a Europa, a fi d'estudiar a la Pontifícia Universitat de la Santa Creu de la Prelatura de l'Opus Dei a Roma i a la universitat de Navarra, obtenint finalment del Doctorat en Teologia. Va ser ordenat prevere a la basílica de Sant Miquel de Madrid el 21 d'agost de 1977, dedicant-se a partir de llavors a tasques pastorals a Lima.
A més, va exercir de professor de Teologia Moral a la Facultat de Teologia Pontifícia i Civil de Lima, i de director espiritual al seminari de Lima (1981-1983); capellà i professor de l'Escola de Direcció de Lima, abans de ser nomenat vicari regional de l'Opus Dei al Perú i Vicecanceller de la Universitat de Piura (1986-1988).

### Episcopat i cardenalat
El 1988 el Papa Joan Pau II el nomenà bisbe auxiliar d'Ayacucho. La seva consagració episcopal va tenir lloc el 3 de juliol d'aquell any a la catedral de Lima, de mans del llavors arquebisbe de Lima, el cardenal Juan Landázuri Ricketts.
El 1991, en retirar-se per superar el límit d'edat l'arquebisbe d'Ayacucho Federico Richter, Cipriani va ser nomenat arquebisbe de la ciutat. Ajudà a la recuperació de moltes esglésies ayacutxanes, reobrí el Seminari Major d'Huamanga i recuperà la celebració de la missa tots els diumenges a la catedral; car la seva tasca episcopal va tenir lloc durant el conflicte armat peruà; tot i que alguns sectors polítics li retrauen el seu comportament durant la seva gestió acusant-lo de negar assistència a les persones que van ser víctimes de la violència, acusacions que ell sempre refutà.
El Papa Joan Pau II va fer públic el seu nomenament com a arquebisbe de Lima i Primat del Perú el 9 de gener de 1999. El 30 de gener es realitzà la cerimònia de presa de possessió a la catedral de Lima. Posteriorment, el 29 de juny, rebé el pal·li arquebisbal a Roma per segona vegada (la primera vegada havia estat en ser nomenat arquebisbe d'Ayacucho), de mans del Papa Joan Pau II.
El 21 de gener de 2001 Joan Pau II anuncià el seu nomenament com a cardenal. El 21 de febrer de 2001 va rebre la birreta vermella al consistori celebrat a Roma, rebent el títol de cardenal prevere de Sant Camil de Lellis. Cipriani va ser el primer prevere incardinat a l'Opus Dei en ser creat cardenal. A més és Gran Canceller de la Pontifícia Universitat Catòlica del Perú.
Al maig del 2001, Joan Pau II l'incorporà com a membre de la Congregació per a les Causes dels Sants, la Congregació per al Culte Diví i la Disciplina dels Sagraments.
En morir Joan Pau II el 2 d'abril del 2005, Cipriani anà a Roma per participar en el funeral i al posterior conclave, en el qual hauria tingut una participació rellevant en ser un dels suposats papabiles, com a representant de l'Església Catòlica Iberoamericana i pel pes que aquesta estava adquirint a la distribució universal del catolicisme. Un cop finalitzat el conclave, retornà al Perú.
El cardenal Cipriani va ser nomenat pel nou Papa Benet XVI com a membre de la comissió encarregada de revisar les conclusions del recent Sínode de Bisbes, que es va celebrar a l'octubre de 2005 per tractar el tema de l'Eucaristia, i també se li encarregà, conjuntament a dita comissió, a preparar el Sínode del 2008.
El 19 de juliol de 2011 va ser nomenat membre de la Comissió Pontifícia per Amèrica Llatina pel Papa Benet XVI.
Després de la renúncia de Benet XVI, Cipriani va ser un dels cardenals electors que van participar en el conclave que trià el Papa Francesc.
El 8 de març de 2014 va ser nomenat pel Papa Francesc per servir com a membre del nou Consell per a Afers Econòmics, el comitè que supervisa la tasca del Secretariat per a l'Economia, el nou departament financer regulador per a totes les agències de la Cúria Pontifícia de nova creació.

## Mitjancer en el cas de la residència de l'ambaixador japonès
Cipriani va ser nomenat mitjancer en el cas de la residència de l'ambaixada del Japó a Lima, on 14 emerretistes capturaren violentament el 17 de desembre de 1996 un gran nombre d'ostatges. Després de concretar-se l'operació Chavín de Huantar, en conferència de premsa, mostrà la seva frustració perquè no hi havia hagut una solució pacífica.

## Controvèrsies
Cipriani ha estat centre de moltes polèmiques i crítiques per part d'organitzacions defensores dels drets humans, entre d'altres col·lectius. Entre els fets i polèmiques de Cipriani inclouen:
- L'enfrontament amb el jesuïta Luis Bambarén Gastelumendi, bisbe emèrit de Chimbote, quan aquest presidia la Conferència Episcopal Peruana[2]
- Les seves opinions i discursos polítics de dreta ultra conservadora, ja sigui en les seves homilies a la catedral de Lima o a les seves aparicions en mitjans de comunicació.
- La seva posició totalment negativa i radical contra els mitjans anticonceptius, el divorci, les mares solteres, les persones LGBT, l'avortament terapèutic, la unió civil, el matrimoni homosexual o l'adopció de nens per persones LGBT, encapçalant marxes per la vida.
- La seva proximitat al govern d'Alberto Fujimori (1990-2000), al qual defensà en diverses ocasions dels seus opositors, i fins i tot sent el sacerdot que casà la seva filla, Keiko Fujimori, en un casament qüestionat. Fins i tot el conegut escriptor i polític Mario Vargas Llosa va escriure fortes crítiques vers l'actitud de l'arquebisbe Cipriani a la revista "Caretas" al desembre de 2002.[3][4]
- El 2008 prohibí rebre la Comunió a la mà, ordenant que els fidels la rebessin a la llengua. Afirmà que «l'actitud relaxada de molts preveres» era la culpable d'una disminució de la reverència vers l'Eucaristia entre els fidels.[5]
- Segons testimonis a l'informe final de la Comissió de la Veritat i Reconciliació:
  - Monsenyor Cipriani s'hauria expressat en favor de la pena de mort vers Abimael Guzmán.[6]
  - Monsenyor Cipriani hauria donat suport a l'amnistia atorgada a membres de "Grupo Colina" durant el règim de Fujimori.[7]
  - A la porta de l'arquebisbat d'Ayacucho hauria una pissarra amb la inscripció «No s'accepten peticions sobre drets humans.»
  - Quan un jesuïta li portà els familiars del senyor Mansilla, desaparegut a mans de l'exèrcit, s'hauria molestat i no els rebé.
  - Hauria titllat a un jesuïta de "terrorista" per la doctrina que ensenyava a la Universidad Nacional de San Cristóbal de Huamanga.

Malgrat tot, els seus defensors han replicat que aquests testimonis i les conclusions de l'informe no són imparcials i que falten a la veritat. Cipriani criticà la CVR, exposant que no se li donà l'oportunitat de provar les falsedats de l'informe (car se l'hauria citat mentre que estava a l'exteror i a només quatre dies de la presentació oficial, estant ja imprès i, per tant, sense ànim de modificar-lo amb qualsevol prova que se li pogués presentar en contra.)
| «                                                          | Rebutjo totalment el prejuici que s'han fet sense consultar a algú que va tenir la responsabilitat de estar al front de l'església d'Ayacucho, quan això significava una permanent amenaça de mort. Tot això no ha estat reconegut, s'ha fet una interpretació petita. No ho accepto per no ser la veritat. | » |
| — Cardenal Juan Luis Cipriani Thorne, 30 d'agost del 2003. | |   |

- Altres el mostren revelant la ineptitud i ineficàcia de la coordinadora i institucions encarregades de defensar els drets humans, com un indici de la seva veritable postura.[10] Malgrat tot, s'ha demostrat que això va ser una calumnia.[11]
- Sobre el Museu de la Memòria, que no mostra un esperit de reconciliació, sinó més aviat el punt de vista d'un dels bàndols, el 6 de març de 2009 declarà, en referència al fet que no és pertinent obrir un espai tan polèmic quan les ferides encara estan obertes, que «no és cristià, ni ajuda a la reconciliació entre els peruans un Museu de la Memòria»[12]
- Disputa sobre els estatuts de la Pontifícia Universitat Catòlica del Perú. Sostingué, basant-se en els pronunciaments de la Santa Seu, que aquests no s'adeqüen a la constitució apostòlica Ex Corde Ecclesiae. A més, considera que un representant de l'Església Catòlica hauria de participar d'una junta administradora perpètua que supervisés l'ús dels bens disposats que la Universitat heretà de José de la Riva Agüero y Osma, tal com aquest ho disposà al seu testament. Les autoritats de la Universitat s'oposen perquè consideren que una junta lesionaria el gaudi de la propietat de la PUCP, havent-se d'ajustar la disposició testamentària. Hi ha que afirma que Cipriani pretendria exercir una supervisió doctrinal dels continguts ensenyats en aquest centre d'estudis,[13] el qual s'ha caracteritzat per la seva obertura a les ideologies heterodoxes que la Santa Seu ha considerat contràries a la doctrina de l'Església.[14]

## Obres
- Cipriani Thorne, Juan Luis. Testigos vivos de Cristo.  Ediciones Rialp, 1999. ISBN 978-84-321-3249-0.[Enllaç no actiu]
- —. Conoce tus derechos: Catecismo de doctrina social.  Ateneo Latinoamericano de Estudios Políticos y Sociales, 1987.
- —. Amar con obras.  Realidades, 2003.
- —. Concilio Vaticano II: perspectivas para el tercer milenio.  Vida y Espiritualidad, 2006. ISBN 9789972212154.
- —. Doy Fe.  Editorial Planeta, 2012. ISBN 9786124151064.

## Honors
- Gran Creu de l'orde del Sol del Perú (2009)[15]
- Medalla de Lima (2009)[16]